# Australska ženska košarkaška reprezentacija
Australska ženska košarkaška reprezentacija predstavlja državu Australiju u međunarodnoj ženskoj košarci.

## Nastupi na velikim natjecanjima

### Olimpijske igre
- 1984.: 5. mjesto
- 1988.: 4. mjesto
- 1996.:  bronca
- 2000.:  srebro
- 2004.:  srebro
- 2008.:  srebro
- 2012.:

### Svjetska prvenstva
- 1957.: 10. mjesto
- 1967.: 10. mjesto
- 1971.: 9. mjesto
- 1975.: 10. mjesto
- 1979.: 4. mjesto
- 1983.: 11. mjesto
- 1986.: 9. mjesto
- 1990.: 6. mjesto
- 1994.: 4. mjesto
- 1998.:  bronca
- 2002.:  bronca
- 2006.:  zlato
- 2010.: 5. mjesto

### Oceanijska prvenstva
- 1974. – 1989. (5 izdanja), 1995. – 2011. (8 izdanja):  zlato

## Sastav (OI 2012.)
| Ime i prezime     | Klub              |
| ----------------- | ----------------- |
| Suzy Batkovic     | Adelaide Lighting |
| Abby Bishop       | Perpignan Basket  |
| Liz Cambage       | Tulsa Shock       |
| Kristi Harrower   | Bendigo Spirit    |
| Laura Hodges      | Geas Basket       |
| Lauren Jackson    | Seattle Storm     |
| Rachel Jarry      | Bulleen Boomers   |
| Kathleen MacLeod  | Dandenong Rangers |
| Jenna O'Hea       | Dandenong Rangers |
| Samantha Richards | Bulleen Boomers   |
| Jennifer Screen   | Adelaide Lighting |
| Belinda Snell     | CCC Polkowice     |
| Carrie Graf       |                   |